# Разделение на Корея
Разделението на Корея на Северна и Южна Корея се случва през 1945 г. след поражението на Япония, която управлява Корея, във Втората световна война. Съединените щати и СССР подписват споразумение за съвместно управление на страната. Линията на разделяне на зоните на влияние между двете суперсили минава през 38-ия паралел. След Корейската война (1950 – 1953) двете нови държави са разделени от демилитаризирана зона.

## Исторически предпоставки

### Анексиране на Корея от Япония (1910 – 1945)
След края на Руско-японската война през 1905 г., Корея попада под протектората на Япония, а през 1910 г. тя е анексирана.

### Втора световна война (1939 – 1945)
През ноември 1943 г., Франклин Рузвелт, Уинстън Чърчил и Чан Кайшъ се срещат в Кайро, за да обсъдят съдбата на японските колонии и се стига до споразумение, че Япония ще загуби всички територии (включително Корея).
В края на Втората световна война през август 1945 г., съдбата на Корея все още не е ясна. САЩ вижда опити на СССР да разпространи влиянието си в Корея и да установи свое собствено правителство там. Страхувайки се от това, американците решават да ускорят мерките за разпространение на влиянието си. На 10 август 1945 г. двама млади офицери – Дийн Рашка и Чарлз Бондил – получават задачата да създадат американска окупационна зона. Решено е, че северната ѝ граница ще бъде 38-ият паралел. Това решение е записано в заповед номер едно за следвоенна Япония.
На 6 септември 1945 г. в Сеул се свиква конгрес от представители като върховен законодателен орган на страната. Правителството включва предимно левите сили.

## След Втората световна война

### Юг
На 7 септември 1945 г. генерал Дъглас Макартър обявява за военен представител Джон Ходж в Корея. Временното правителство на Република Корея изпраща делегация с трима преводачи, които да се срещнат с тях, но делегацията не е приета.
Управлението на страната, за разлика от Япония, преминава в ръцете на военните. В административната система на страната при пристигането на американците се променят малко неща – длъжностни лица, които работят по време на японската окупация, остават на техните постове. Японски длъжностни лица продължават да работят в страната до 1946 г.
Американските окупационни сили са подозрителни към самопровъзгласилото се Временното правителство, като се има предвид, че е твърде ляво. През август 1948 г. неговият лидер Лий Сеунг Ман става президент на Южна Корея и американските войски напускат полуострова.

### Север
През август 1945 г. в Северна Корея е създадена Съветска гражданска администрация. През февруари 1946 г. се образува временно правителство (временната народна комисия на Северна Корея), оглавявано от Ким Ир Сен. Съветските войски напускат полуострова през 1948 г.

## Спорната територия на Жълто море
Наземната линия на разграничаване е договорена и призната от страните в конфликта. Въпреки това в Жълто море, границата на разграничаване не е договорена. Южна Корея контролира няколко острова по крайбрежието на Северна Корея и гледа на водите около островите като свои собствени. Северна Корея не оспорва собствеността върху островите на Южна Корея, но разглежда морската зона около островите си за своя. В резултат на това и двете страни считат корабите на друга държава в този регион за нарушение на границата със съответните последици под формата на конфликти, достигащи до въоръжени сблъсъци. Ситуацията се усложнява от редовните военни учения на южнокорейските сили и американския флот в спорния регион. Северна Корея възприема обученията като заплаха за суверенната ѝ територия.

## Перспективи за обединение
В края на 1980-те години лидерът на КНДР Ким Ир Сен предлага да се организира един вид обединена корейска държава – Демократична конфедерация на Република Корея.
През декември 1991 г. в Сеул е подписано споразумение за помирение и ненападение, сътрудничество и обмен между Севера и Юга. В това споразумение е подчертано, че отношенията между КНДР и Република Корея не са обикновени междудържавни отношения, а временно се формират в хода на напредъка към обединение. Двете страни се ангажират да изоставят военната и политическата конфронтация, да осигурят сигурността и мира и да насърчат националните интереси. Взето е решение за създаване на Съвместна военна комисия на Севера и Юга за разработване на мерки за военно доверие. Споразумението предвижда икономическо сътрудничество, основно в развитието на ресурсите, стоковия обмен, съвместните инвестиции с цел пропорционално развитие на националната икономика и благосъстоянието на целия Корейски полуостров. Изразено е намерението на страните да осигурят свободно движение и контакти на хора, кореспонденция, срещи, събиране на отделни семейства и роднини от двете страни на границата. Предложено е също така да се възстановят прекъснатите железопътни и магистрални пътища, открити водни и въздушни трасета.
Малко преди това, през септември 1991 г. двете страни са приети за членки на ООН.
От този момент, двете страни правят много малки стъпки, за да се обединят под формата на ограничено представителство и културни контакти между хората, решаване на технически въпроси, инфраструктурата, съвместни действия в определени видове спортове (на турнир по тенис на маса от 1991 г. има обединен корейски отбор), културни събития и други подобни.
На 5 февруари 2014 г., в резултат на срещата на представителите на правителствата на Република Корея и Северна Корея в граничното село Панмунджон, е постигнато споразумение за организиране на среща в Северна Корея през периода от 20 до 25 февруари 2014 г.
Според официални данни на Република Корея, 73 000 южнокорейски граждани се очаква да се съберат със семействата си.